# Pizzo Rotondo
Pizzo Rotondo är ett berg i Schweiz.   Det ligger i distriktet Goms och kantonen Valais, i den centrala delen av landet, 90 km sydost om huvudstaden Bern. Toppen på Pizzo Rotondo är 3 192 meter över havet, eller 767 meter över den omgivande terrängen. Bredden vid basen är 13,2 km.
Terrängen runt Pizzo Rotondo är varierad. Runt Pizzo Rotondo är det mycket glesbefolkat, med 3 invånare per kvadratkilometer.. Närmaste större samhälle är Airolo, 11,0 km öster om Pizzo Rotondo. 
Trakten runt Pizzo Rotondo består i huvudsak av gräsmarker.